# Service de recherches géologiques de Suède
Le service de recherches géologiques de Suède (en suédois Sveriges geologiska undersökning, SGU) est une agence publique de Suède sous la direction du ministère de l'entreprise, de l'énergie et des communications. Elle fut fondée en 1858 et a comme principal objectif l'étude de la géologie de la Suède ainsi que le contrôle de l'exploitation commerciale des ressources géologiques. Son siège principal est à Uppsala, avec des offices régionaux à Göteborg, Lund, Stockholm, Malå, et Luleå.